# Deschampsia alpina
Espèce
Deschampsia alpina est une espèce de graminée du genre Deschampsia décrite par Carl von Linné sous le nom d'Aira alpina, puis définie en 1817 par Römer et Schultes sous son nom actuel. Son synonyme Deschampsia cespitosa subsp. alpina, est considéré comme illégitime.

## Description
Cette graminée cespiteuse mesure de 10 à 15 cm en moyenne. Elle possède des feuilles opposées simples et de minuscules fleurs en panicules.

## Distribution
Cette graminée est originaire des régions arctiques. En Amérique du Nord, on la rencontre au nord du Labrador, dans la baie d'Hudson, à l'île Resolution, à l'île de Baffin et plus rarement dans d'autres endroits de l'archipel arctique canadien, puis au Groenland (côte est et ouest). Plus à l'est vers l'Europe, on la rencontre dans le nord de l'Islande, à l'île de Spitzberg, dans la Terre de François-Joseph, en Nouvelle-Zemble, puis au nord de la Sibérie.

## Habitat
Elle pousse dans des crevasses rocheuses et des sols pierreux.